# Gertrude Tumpel-Gugerell
Gertrude Tumpel-Gugerell (née le 11 novembre 1952 à Kapelln) est une économiste autrichienne, membre du comité exécutif de la Banque centrale européenne de 2003 à 2011. Elle a précédemment été vice-gouverneure de la Banque nationale d'Autriche de 1998 à 2003. Elle a aussi été membre du Conseil de l'Université de Leoben.

## Carrière
De 1998 à 2003, Tumpel-Gugerell est vice-gouverneure de la Banque nationale d'Autriche. Lorsqu'elle est membre du directoire de la Banque centrale européenne, Tumpel-Gugerell est responsable des opérations de marché, des systèmes de paiement et de l'infrastructure de marché ainsi que des ressources humaines, du budget et de l'organisation.
Tumpel-Gugerell est consultante émérite à l'Institut autrichien de recherche économique (WIFO). De 2013 à 2014, elle préside également le groupe d'experts de la Commission européenne sur le fonds d'amortissement de la dette et les eurobills ; en 2014, elle remet le rapport final du groupe au président José Manuel Durão Barroso et au vice-président Olli Rehn. En 2016, le conseil d'administration du Mécanisme européen de stabilité la nomme pour évaluer les programmes d'assistance financière à la Grèce, au Portugal, à l'Irlande et à Chypre du MES et de son prédécesseur, le Fonds européen de stabilité financière ; sa nomination est faite par Jeroen Dijsselbloem, chef de l'Eurogroupe et président de facto du conseil d'administration de l'ESM, en collaboration avec Klaus Regling, directeur général de l'ESM. Tumpel-Gugerell présente son rapport en juin 2017.
En 2018, la directrice générale du Fonds monétaire international (FMI), Christine Lagarde, nomme Tumpel-Gugerell au groupe consultatif externe sur la surveillance, un groupe chargé d'examiner les priorités opérationnelles du Fonds jusqu'en 2025.
Tumpel-Gugerell est apparentée aux sociaux-démocrates (SPÖ).